# Pachymenes viridis
Pachymenes viridis är en stekelart som beskrevs av Smith. Pachymenes viridis ingår i släktet Pachymenes och familjen Eumenidae. Inga underarter finns listade i Catalogue of Life.